# Guy Villette
Guy Villette est un ingénieur du son français, né le 22 janvier 1923 à Paris où il est mort le 16 octobre 2017. 

## Filmographie partielle
- 1961 : Un soir sur la plage de Michel Boisrond
- 1961 : L'Année dernière à Marienbad d'Alain Resnais
- 1961 : Une femme est une femme de Jean-Luc Godard
- 1961 : Léon Morin, prêtre de Jean-Pierre Melville
- 1961 : Tintin et le mystère de la Toison d'or de Jean-Jacques Vierne
- 1962 : Le Procès d'Orson Welles
- 1962 : La Dénonciation de Jacques Doniol-Valcroze
- 1962 : Un clair de lune à Maubeuge de Jean Chérasse
- 1963 : Le Feu follet de Louis Malle
- 1963 : OSS 117 se déchaîne d'André Hunebelle
- 1965 : La Religieuse de Jacques Rivette
- 1966 : Le Dix-septième ciel de Serge Korber
- 1967 : La Musica de Marguerite Duras
- 1968 : O Salto de Christian de Chalonge
- 1968 : Delphine de Éric Le Hung
- 1969 : Paris n'existe pas de Robert Benayoun
- 1970 : Heureux qui comme Ulysse, de Henri Colpi
- 1970 : Elle boit pas, elle fume pas, elle drague pas, mais... elle cause ! de Michel Audiard
- 1971 : Le Cri du cormoran le soir au-dessus des jonques de Michel Audiard
- 1971 : Le drapeau noir flotte sur la marmite de Michel Audiard
- 1972 : Le charme discret de la bourgeoisie, de Luis Buñuel
- 1972 : La Course du lièvre à travers les champs de René Clément
- 1973 : Une larme dans l'océan d'Henri Glaeser
- 1974 : À dossiers ouverts (épisode : L'Intrus), de Claude Boissol (TV)
- 1974 : Bons baisers... à lundi de Michel Audiard
- 1974 : Le Fantôme de la liberté de Luis Buñuel
- 1975 : Catherine et Cie de Michel Boisrond
- 1976 : Andréa d'Henri Glaeser
- 1976 : Le Gang de Jacques Deray
- 1977 : Gloria de Claude Autant-Lara
- 1977 : La Raison d'État d'André Cayatte
- 1978 : L'Amour en question d'André Cayatte
- 1979 : Charles et Lucie de Nelly Kaplan
- 1981 : Une robe noire pour un tueur de José Giovanni
- 1984 : Abel Gance et son Napoléon de Nelly Kaplan
- 1988 : À notre regrettable époux de Serge Korber
- 1989 : La Passion de Bernadette de Jean Delannoy

## Nomination
- 1974 : British Academy Film Award du meilleur son pour Le Charme discret de la bourgeoisie